# Internationella Unionen av Muslimska Lärda

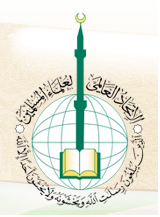
IUMS symbol.

Internationella Unionen av Muslimska Lärda (IUMS, arabiska: الاتحاد العالمي لعلماء المسلمين; al-Ittiḥād al-ʻĀlamī li-ʻUlāmāʼ al-Muslimīn) är en oberoende islamisk vetenskaplig organisation som inkluderar medlemmar från hela världen. Unionen, som bildades år 2004, leddes av predikanten Sheikh Yusuf al-Qaradawi. Efter al-Qaradawi avgick 2018 blev sheikh Ahmed al-Raisouni ordförande för unionen. År 2022 avgick även sheikh Ahmed al-Raisouni och efterträddes av sheikh Salem Saqaf al-Jafri. IUMS grundades i Berlin år 2004 och år 2011 öppnades dess huvudkontor i Doha i Qatar.
Internationella Unionen av Muslimska Lärda är en oberoende religiös organisation som arbetar för att förmedla Islams budskap och vägleda muslimer till en korrekt förståelse av sin religion. Unionen gör detta genom att bevara nationens identitet och sprida en moderat tolkning av religionen, bortom extremism och kompromiss med grundläggande principer. Förbundet strävar efter enhet inom nationen och att öka dess effektivitet för att utföra sin plikt att kalla till Allah och bygga upp världen. De erkänner ill uppnå fredlig samexistens, förkasta våld, sprida toleranskultur och främja mänskliga och civiliserade värden.
För att uppnå dessa mål används olika metoder, inklusive direkt utbildning för att korrigera missförstånd, praxis och ståndpunkter enligt den rätta tolkningen av Islam. Det genomförs kontinuerlig medvetenhetsspridning och ger vägledning. Unionen förbinder sig också till dialog och samarbete med institutioner och organisationer som arbetar inom detta område och strävar efter nytänkande för att hantera nya utmaningar.
Som en kropp som samlar ett stort antal lärda inom den muslimska nationen strävar förbundet efter att tydliggöra de lärdes ståndpunkter angående viktiga händelser och frågor. För att upprätthålla balans, objektivitet, trovärdighet och oberoende i sina uttalanden och för att säkerställa att de accepteras som en referens av muslimer i tider av förändring har förbundet fastställt metodik och riktlinjer. Dessa inkluderar:
A. Att skapa en samlad och inkluderande vetenskaplig ram för nationen, utan utestängning eller diskriminering, och att uppmuntra till fred och harmoni. Förbundet välkomnar mångfald i sin sammansättning.
B. Fokusera på att utvärdera politik och beteenden, kritisera fel och undvika att smutskasta institutioner eller individer eller spekulera om dolda avsikter.
C. Förkasta rasistiska, regionala eller sekteristiska fördomar och istället fastställa sanningen baserat på värden som rättvisa, rättvisa och objektivitet, vilket är gemensamma värden för nationer och civilisationer.
D. Uttrycka åsikter som bygger på korrekta koncept, baserade på Islams vetenskapliga och objektiva principer, genom att vara medveten om omständigheterna och förhållandena.
E. Att hålla fast vid Islams principer, inklusive mål och budskap, både i teori och praktik.
F. Att visa ansvarskänsla, objektivitet och ärlighet, utan partiskhet eller fördomar och vara oberoende av eventuell påverkan som kan påverka en korrekt position som är till nytta för nationen.
G. Att främja självspegling, konfliktlösning genom välvilja och att sträva efter enighet och samförstånd.
H. Att preliminärt stödja folkets rätt till reform, framsteg och utveckling samt rätten till yttrandefrihet för att uttrycka sina åsikter, förhoppningar och orättvisor, inom en fredlig civiliserad ram som skyddar allmänintresset och den civila freden.
I. Att upprätthålla goda relationer och samarbete med andra samhällen och intressera sig för allmännmänskliga frågor i världen samt att delta i att hjälpa människor att uppnå mänsklig värdighet.
IUMS är en oberoende vetenskaplig organisation som inte kan reduceras till ett parti, en grupp, en sekt eller en stat, som framgår av dess grundstadgar, metodik och uttalanden.